# Canadian Carnival
Canadian Carnival (Carnestoltes canadenc), op. 19, és una obertura composta per Benjamin Britten el 1939. La primera actuació va tenir lloc el 6 de juny de 1940, dirigida per Clarence Raybould, retransmesa per la BBC a Bristol, on els estudis de televisió s'havien desplaçat per evitar els efectes de la guerra. La primera actuació pública no va ser fins al 12 de juny de 1945, al Cheltenham Festival i amb la London Philharmonic Orchestra dirigida pel mateix compositor.